# 夢使い
『夢使い』（ゆめつかい）は、植芝理一による日本の漫画、及びそれを原作としたアニメ。『月刊アフタヌーン』（講談社）にて2001年3月号から2004年2月号まで連載された。全6巻。

## 概要

### 前作との関連
『夢使い』の前作である『ディスコミュニケーション』（以下、ディスコミ）シリーズで登場した三島塔子・燐子の姉妹と橘一らが主役の作品。ただし、本作は前作『ディスコミ』とはパラレルワールドとして別世界の話になっているため設定が変更されている。
なお『ディスコミ』最終章『精霊編』は、その内容がほぼ『夢使い』のものに近いため、何も知らない人間が見たら同一の世界と混同・誤解する事がある（実際、単行本後書きなどにおける作者からのメッセージが無いと、一見しただけでは世界の違いの見分けがつかない）。
ただし『ディスコミ』そのもの（特に第2部となる冥界編）が深層心理に直結したパラレルワールド構成を内包した作品であったため「世界は違っても、同一の作品」と理解しても、それはそれである意味では間違いではない。
前作との相違については、登場人物の項目を参照の事。

### 作品本編内容
漫画は全6巻発売されており、「虹の卵」編、「鉱物の聖母」編、最終話「影の女」の3エピソードである。
原作である漫画版には、性的行為（特にマイノリティ的な事柄が多い。作者の作風も参照の事）や人体の破壊などを連想させるような、そのままアニメ化するには適さない内容や表現が多いため、アニメ版は「夢使い」という設定とある程度のキャラクター設定のみ引き継いでいる。
2007年6月にはアニメ版で構成、脚本を務めた小林靖子によってノベライズされた「小説夢使い―心の言葉・繭子の日記」が発売されている。
当時の作者は『おジャ魔女どれみ』に感化されており、作中でもアニメの登場キャラクターの姿が見られる。

## あらすじ（漫画版）

### 虹の卵
名門女子校・葩坂（はなびらざか）女学院で数ヶ月の間に女生徒が次々と妊娠するという事件が起こる。しかし彼女らのお腹に胎児の姿は認められず、その全てが想像妊娠だと判明する。彼女らと同級生の中島蕙の依頼を受け調査にのりだした夢使い・三島燐子は、彼女たちのかつてのクラスメート見上漾子の死との関係を疑い、やがて学院で女生徒と死んだはずの彼女の奇妙な行為を目撃する。

### 鉱物の聖母
ある日九州の夢使い・茶川三時花が上京してくる。三時花はかつて隠れキリシタンが住んだといわれる甕島（みかじま）で一夜にして島民全員が蒸発した事件を担当していて、事件の前に謎の電話が告げた「小さな人間が入った黒い石」の行方を追って東京に来た。同じ頃東京にある甕島の宗主の子孫の家には胸に「小さな人間が入った黒い石」とガラクタで出来た身体をもつ少女の姿があった。

### 影の女
二ノ宮智は夜毎寝床にやってくる影だけの女について三島塔子・燐子姉妹に相談する。塔子のアドバイスを受け「影の女」を捕まえる智だったが、その正体は幼なじみの晃だった。その日を境に彼女の身体には奇妙な変化が現れる。

## 登場人物
三島塔子（みしま とうこ）
声 - 川澄綾子
夢使い（日曜星）
童遊斎おもちゃ店店主。夢使いのリーダー。別名、童遊斎。17歳。
彼女が被っている狐のお面は『ディスコミュニケーション 精霊編』では主人公の松笛が被っていたものを拝借した代物であるが、本作品では三島姉妹の父である三島宙明の形見という設定になっている。
未成年ながら酒好きで昼夜問わずに飲酒しており、スカートの下にジャージを履くという姿で体裁を気にしない。あることがあってから世捨て人のようになった。
なおアニメでは酒好きの設定はなくなり、精霊編にあった右目でしか泣けない設定が復活している。
三島燐子（みしま りんこ）
声 - 真堂圭
夢使い（火曜星）
9歳の自称スーパー小学生。主に火を使う能力を持つ。デフォルメ姿はドキンちゃんと容姿が似ている。必殺技は「超伝導フリスビー」。
漫画版においては作者の遊び心でスタンド使いという設定があり、作中や欄外で作者や担当、一にツッコミを入れているドキンちゃん風の生き物が燐子のスタンド「ドキン・ザ・レッド・ヴィールス」。
三島美砂子（みしま みさこ）
声 - 久川綾
三島姉妹の叔母にあたる人物。円目王に仕える斎宮（巫女）で、29歳（自称）の未通女（おとめ）。
主に塔子たちのサポートをしており、夢使いの合体技である「ドリーム・サイクロン」の封印解除に必要な「V（Virgin）設定」には彼女の存在は必要不可欠である。
アニメでは元は夢使いのひとりだったという設定が付け加えられ、それに関して植芝は「水曜星だった」とコメントしている。
橘一（たちばな はじめ）
声 - 関智一
夢使い（金曜星）
29歳の青年。12歳以下の女の子にしか興味がないロリコン。二枚目の風貌で学生時代には女性に人気があったが、その性癖の為に自然と12歳より上の女性が離れていくようになった（当人も全く興味が無かったので大した影響もなかった）。
普段は情報屋をしているが、情報屋としての仕事が無いときは近所の子どもたちに様々なからくりを用いて話を見せる電脳紙芝居屋を趣味オンリーで営業している。
必殺技は「レーザーソード」から繰り出される「電刃爆裂メタルインパクト」。
『ディスコミ』79話に登場した同姓同名のアイドル俳優とは別人である。名前は立花ハジメから。
燐子曰く「わたしの天敵」で「危険人物」らしく「小学生以下の子どもは近づいてはいけない」「12歳以下の子どもを持つ親は絶対に注意して欲しい」人物。子どもと一緒にいる場面を燐子が目撃した場合、躊躇無く容赦のない攻撃が炸裂し、装備している各種機器群が暴発する。
十数年前の夢使い結成当初からのメンバーであり、美砂子とはその頃からの知り合いである。
作中におけるコミックリリーフ風キャラクターでもある。
茶川三時花（さがわ さとか）
声 - 能登麻美子
夢使い（土曜星）
九州担当の夢使い。今は亡き彼氏（後述）の形見である人民帽をいつも被っている。大手お菓子メーカーの社長令嬢で、お菓子のイメージを使った攻撃を得意とする。
特にお気に入りのお菓子はソフトクリーム。その為三時花の必殺技は「ドリル・オブ・ソフトクリーム」。
6月4日（虫歯の日）には全ての技が使用不能になるという裏設定がある。
三島宙明（みしま ひろあき）
声 - 草尾毅
塔子と燐子の父親で、初代童遊斎の夢使いだった。塔子が12歳の頃に悪夢との戦いで死んでしまった（なお宙明という名前は原作者植芝の好きな音楽家渡辺宙明から取った物）。
三島信夫（みしま のぶお）
塔子と燐子の祖父で某大学の心理学の教授。塔子たちに指令を出す、夢使いの元締めである。
実相寺悟（じっそうじ さとる）
声 - 南央美
三時花の彼氏で前の土曜星の夢使い。「遊び」の最中、三時花をかばって死んでしまう。
トリ
前作である『ディスコミュニケーション』でも登場した人語を喋る鶏。漫画版のみに登場。

## 用語
夢使い
古代の呪術師である"遊部（あそびべ）"が用いた呪具である箒神に、オモチャを納めることにより、そのオモチャと一体化出来る。納めたオモチャの必殺技を劇中（アニメや特撮）と同じように使用することが可能。
夢使いは全部で9人おり、それぞれ、月火水木金土日、羅睺（ラーフ）、計都（ケイトゥー）の9つの星の名を持つ。
本編中には日曜星、火曜星、金曜星、土曜星しか登場していないが、月曜星のみ設定として存在する（1巻巻末）。それによると、年齢は塔子と同じ17歳で童遊斎の号を受け継ぐもう1人の人物であるとされる。また、アニメでは三島美砂子が元水曜星だったという設定になっている。
女の夢使いの袴が赤であるのに対し、男の夢使いの袴は青である。
現実（うつしよ）は夢、夜の夢こそ真実（まこと）
夢使いたちが技を発動するときに唱える言葉。推理小説家の江戸川乱歩が読者にサインを求められた際に、書き添えたことで知られる言葉。
遊び
古代において「遊び」とは現代の「遊び」とは違う意味を持ち、歌・音楽・舞踏などによって神霊と一体化する行為をそう呼んでいた。そのため夢使いによる「遊ぶ」という言葉は「戦う」に等しい意味を持つ。象形文字などは漢文学者の白川静の影響がある。

## 書誌情報
アフタヌーンKC、講談社、全6巻。括弧内はアフタヌーン掲載号。
1. 2001年6月20日、ISBN 4-06-321123-1 (2001年3～6月号)
2. 2002年1月21日、ISBN 4-06-321132-0 (2001年7月号～2002年1月号)
3. 2002年8月21日、ISBN 4-06-321140-1 (2002年2～6月号)
4. 2003年2月19日、ISBN 4-06-321146-0 (2002年7～12月号)
5. 2003年8月20日、ISBN 4-06-321152-5 (2003年1～7月号)
6. 2004年2月23日、ISBN 4-06-321156-8 (2003年8月号～2004年2月号)

小説夢使い　心の言葉・繭子の日記
植芝理一、原作　小林靖子、著
KCノベルス、講談社、2007年6月22日、ISBN 978-4-06-373306-8

## テレビアニメ
2006年4月から6月までUHFアニメとして放送された。地上波放送終了直後にBSフジでも放送された（製作のポニーキャニオンと同じフジサンケイグループの関連もあるものとされる。『アニメギルド』枠設置以前にBSフジでフジテレビが関与していないポニーキャニオンのアニメが放送されたのはこれが唯一）。
ABCでは同時期に放送されていた『うたわれるもの』と並ぶ初のUHFアニメである。

### スタッフ
- 原作 - 植芝理一（講談社・アフタヌーンKC所載）
- 監督 - やまざきかずお
- 助監督 - 石倉賢一
- シリーズ構成 - 小林靖子
- キャラクターデザイン - 島村秀一
- ゲストキャラクターデザイン - 中原清隆
- メカニックデザイン - 寺島慎也
- 美術監督 - 西倉力
- 色彩設計 - 大野春恵
- CG監督 - 金炫槿
- 撮影監督 - 呉晟夏
- 編集 - 木村佳史子
- 音楽 - 寺嶋民哉
- 音響監督 - たなかかずや
- プロデューサー - 石黒達也
- アニメーションプロデューサー - 白井勝也
- アニメーション制作 - マッドハウス
- 製作 - ポニーキャニオン

### 主題歌
オープニングテーマ「夢迷宮〜光と闇のダンス〜」
作詞 - 森由里子 / 作曲・編曲 - 寺嶋民哉 / 歌 - Yoko
エンディングテーマ「鼓動」
作詞・作曲 - ICHIKO / 編曲 - 酒井ミキオ / 歌 - 三島塔子（川澄綾子）・三島燐子（真堂圭）

### 各話リスト
| 話数 | サブタイトル         | 脚本             | 絵コンテ       | 演出                 | 作画監督                | 総作画監督              |
| ---- | -------------------- | ---------------- | -------------- | -------------------- | ----------------------- | ----------------------- |
| 1    | 夢始め、雨の教室     | 小林靖子         | やまざきかずお | Kim,Ki-du            | Kim,Ki-du               | 島村秀一                |
| 2    | 優しい靴音           | 西田大輔         | やまざきかずお | 布川真英 篠原誠      | 大塚美登理 広田知子     | 島村秀一                |
| 3    | ふくらむ恋心         | ふでやすかずゆき | やまざきかずお | 酒井恵               | 柳瀬雄之                | 小林明美 ふくだのりゆき |
| 4    | 土曜星あらわる       | 小林靖子         | 高橋丈夫       | 大谷肇 川尻祥大      | 玉井公子                | 島村秀一                |
| 5    | 家族模様             | 犬飼和彦         | 森田浩光       | 大久保唯男           | Jang,Hee-kyu            | 小林明美 ふくだのりゆき |
| 6    | 夢の休日             | 西田大輔         | 南柏努         | はしもとなおと       | Kim,Ki-du               | 小林明美 ふくだのりゆき |
| 7    | 秘密の花園           | ふでやすかずゆき | そえたかずひろ | 李鐘卿 増原光幸      | Lee,Hyun-jung           | 小林明美 ふくだのりゆき |
| 8    | 思い出は消えて       | ふでやすかずゆき | 森田浩光       | Kim,Jong-hak         | Kim,Dong-joon           | 小林明美 ふくだのりゆき |
| 9    | 闇に棲む少年         | 犬飼和彦         | 森田浩光       | 大久保唯男           | Jang,Kil-yong Kim,Ki-du | 小林明美 ふくだのりゆき |
| 10   | 美砂子、出動する     | 小林靖子         | 森田浩光       | 酒井恵               | 柳瀬雄之                | 小林明美 ふくだのりゆき |
| 11   | 過去から来た悪夢     | 小林靖子         | 石田亨         | 増原光幸             | Jang,Kil-yong           | 小林明美 ふくだのりゆき |
| 12   | 夢仕舞い・塔子の選択 | 小林靖子         | 石田亨         | Kim,Ki-du 大久保唯男 | Kim,Ki-du               | 小林明美 ふくだのりゆき |

### 放送局
| 放送地域   | 放送局       | 放送期間                | 放送時間           | 放送系列       | 備考 |
| ---------- | ------------ | ----------------------- | ------------------ | -------------- | ---- |
| 神奈川県   | tvk          | 2006年4月8日 - 6月24日  | 土曜 26:30 - 27:00 | 独立UHF局      |      |
| 埼玉県     | テレ玉       | 2006年4月11日 - 6月27日 | 火曜 26:00 - 26:30 | 独立UHF局      |      |
| 近畿広域圏 | 朝日放送     | 2006年4月11日 - 6月27日 | 火曜 26:51 - 27:21 | テレビ朝日系列 |      |
| 千葉県     | チバテレビ   | 2006年4月12日 - 6月28日 | 水曜 26:00 - 26:30 | 独立UHF局      |      |
| 東京都     | 東京MXテレビ | 2006年4月13日 - 6月29日 | 木曜 25:30 - 26:00 | 独立UHF局      |      |